# The Tradition Club
The Tradition Club is een Ierse folkgroep geformeerd in de lente van 2008. De muzikanten zijn echter oude bekenden in het folk-circuit, namelijk: Kevin Conneff van The Chieftains, zanger en bodhrán, Dubliner Paul McGrattan van Beginish, fluit, uit Dundalk Gerry O'Connor viool (bekend van Lá Lugh, Skylark, Journeyman) en uit Bretagne Gilles le Bigot (speelde in Skolvan, Barzaz, Empreintes) gitaar en tambura.
Het repertoire is hoofdzakelijk opgebouwd uit de traditionele muziek en zang uit Ierland en Bretagne en wat Schotse aanvullingen. De groep is genoemd naar de Dublin folk club The Tradition Club.